# Gamelshiel Castle
Gamelshiel Castle ist eine Burgruine etwa 15 km nordwestlich von Duns und etwa 6 km südöstlich von Garvald in der schottischen Council Area East Lothian. Sie liegt am Südufer des Hall Burn nahe dem Whiteadder Reservoir.
Die Ländereien von Gamelshiel gehörten im 16. Jahrhundert der Familie Forrest und im 17. Jahrhundert der Familie Homes. Die bis heute erhaltenen Fragmente des Wohnturms bestehen aus dessen Ost- und Westmauer. Das Tower House entstand im 16. Jahrhundert. Der kleine Turm bestand aus hartem, dunklen Bruchstein und bedeckt eine Grundfläche von etwa 7 Metern × 7 Metern. Die heute noch erhaltenen Mauern sind 1,3 Meter dick und bis zu einer Höhe von 6 Metern erhalten. Die ursprüngliche Höhe des Turms und sein genaues Aussehen sind nicht bekannt, aber es gibt Beweise für einen Gewölbekeller.
Gamelshiel Castle gilt als Scheduled Monument.
Etwa 600 Meter südwestlich der Burgruine befindet sich der Stausee Whiteadder Reservoir.